# Nokere Koerse 2021
De 75e editie van de wielerwedstrijd Nokere Koerse, officieel Nokere Koerse-Danilith Classic, werd gehouden op 17 maart 2021. De start was in Deinze, de finish in de Nokere. De wedstrijd maakte deel uit van de UCI ProSeries, in de categorie 1.pro. In 2020 ging de wedstrijd door de Coronapandemie niet door, in 2019 won de Nederlander Cees Bol. Dit jaar werd de koers gewonnen door de Belg Ludovic Robeet.

## Uitslag
| Plaats  | Naam                 | Ploeg                              | Tijd     |
| ------- | -------------------- | ---------------------------------- | -------- |
| Winnaar | Ludovic Robeet       | Bingoal-Wallonie Bruxelles         | 4u33'37" |
| 2       | Damien Gaudin        | Total Direct Energie               | + 3"     |
| 3       | Luca Mozzato         | B&B Hotels p/b KTM                 | + 5"     |
| 4       | Jordi Meeus          | BORA-hansgrohe                     | z.t.     |
| 5       | Tom Van Asbroeck     | Israel Start-Up Nation             | z.t.     |
| 6       | Jake Stewart         | Groupama-FDJ                       | z.t.     |
| 7       | Max Walscheid        | Team Qhubeka-ASSOS                 | z.t.     |
| 8       | Kristoffer Halvorsen | Uno-X Pro Cycling Team             | z.t.     |
| 9       | Jhonatan Narváez     | INEOS Grenadiers                   | z.t.     |
| 10      | Rudy Barbier         | Israel Start-Up Nation             | z.t.     |
| 11      | Mikkel Bjerg         | UAE Team Emirates                  | z.t.     |
| 12      | Piet Allegaert       | Cofidis                            | z.t.     |
| 13      | Edward Theuns        | Trek-Segafredo                     | z.t.     |
| 14      | Pierre Barbier       | DELKO                              | z.t.     |
| 15      | Wesley Kreder        | Intermarché-Wanty-Gobert Matériaux | z.t.     |
| 16      | Eduard-Michael Grosu | DELKO                              | z.t.     |
| 17      | Olivier Le Gac       | Groupama-FDJ                       | z.t.     |
| 18      | Rui Oliveira         | UAE Team Emirates                  | z.t.     |
| 19      | Marc Sarreau         | AG2R-Citroën                       | z.t.     |
| 20      | Sep Vanmarcke        | Israel Start-Up Nation             | z.t.     |

## Vrouwen
De 2e editie van de wielerwedstrijd Nokere Koerse, officieel Nokere Koerse-Danilith Classic, werd gehouden op 17 maart 2021. De start was in Deinze, de finish in de Nokere. De wedstrijd maakte deel uit van de UCI Women's ProSeries. In 2020 ging de wedstrijd door de Coronapandemie niet door, in 2019 won de Nederlandse Lorena Wiebes. Dit jaar werd de koers gewonnen door haar landgenote Amy Pieters.

### Uitslag
| Plaats  | Naam                      | Ploeg             | Tijd     |
| ------- | ------------------------- | ----------------- | -------- |
| Winnaar | Amy Pieters               | Team SD Worx      | 3u13'53" |
| 2       | Grace Brown               | Team BikeExchange | z.t.     |
| 3       | Lisa Klein                | Canyon-SRAM       | + 4"     |
| 4       | Lotte Kopecky             | Liv Racing        | + 20"    |
| 5       | Lorena Wiebes             | Team DSM          | z.t.     |
| 6       | Jolien D'hoore            | Team SD Worx      | z.t.     |
| 7       | Maria Giulia Confalonieri | Ceratizit-WNT     | z.t.     |
| 8       | Emma Norsgaard            | Movistar Team     | z.t.     |
| 9       | Marta Bastianelli         | Alé BTC Ljubljana | z.t.     |
| 10      | Christine Majerus         | Team SD Worx      | + 23"    |

1944 · 1945 · 1946 · 1947 · 1948 · 1949 · 1950 · 1951 · 1952 · 1953 · 1954 · 1955 · 1956 · 1957 · 1958 · 1959 · 1960 · 1961 · 1962 · 1963 · 1964 · 1965 · 1966 · 1967 · 1968 · 1969 · 1970 · 1971 · 1972 · 1973 · 1974 · 1975 · 1976 · 1977 · 1978 · 1979 · 1980 · 1981 · 1982 · 1983 · 1984 · 1985 · 1986 · 1987 · 1988 · 1989 · 1990 · 1991 · 1992 · 1993 · 1994 · 1995 · 1996 · 1997 · 1998 · 1999 · 2000 · 2001 · 2002 · 2003 · 2004 · 2005 · 2006 · 2007 · 2008 · 2009 · 2010 · 2011 · 2012 · 2013 · 2014 · 2015 · 2016 · 2017 · 2018 · 2019 · 2020 · 2021 · 2022 · 2023 · 2024 · 2025
Lijst van beklimmingen
Tour Down Under · 
Omloop Het Nieuwsblad · 
Nokere Koerse · 
Festival Elsy Jacobs · 
Ronde van Thüringen · 
Ronde van Italië · 
Ronde van Emilia · 
Gran Premio Bruno Beghelli Internazionale Donne Elite